# Anton Hanak
Anton Hanak (ur. 22 marca 1875 w Brnie, zm. 7 stycznia 1934 w Wiedniu) – austriacki rzeźbiarz czeskiego pochodzenia.

## Życiorys
W 1889 przeniósł się z Brna do Wiednia, gdzie od 1898 uczestniczył w wieczorowych kursach rzeźby (profesorowie Camillo Sitte i Anton Brenek). W tym czasie wiele podróżował po centralnej Europie. U profesora Edmunda Hellmera rozpoczął studia na wiedeńskiej Akademii Sztuk Pięknych. W 1904 odbył stypendialną podróż po Włoszech. Od 1906 został członkiem secesji wiedeńskiej. W tym samym roku zaczyna tworzyć pierwsze dzieła dla bogatej rodziny bankierów z Ołomuńca – Primavesich (Willa Primavesi). W tym okresie współpracował z malarzem Gustavem Klimtem i architektem Josefem Hoffmannem. Projektował także drobne przedmioty codziennego użytku w pracowniach Wiener Werkstätte. W 1913 został profesorem w Szkole Rzemiosła w Wiedniu, a w 1932 profesorem na tamtejszej Akademii Sztuk Pięknych. Zmarł w 1934 na niewydolność serca. Pochowany na cmentarzu w wiedeńskiej dzielnicy Hietzing.

## Dzieła
Wiele drobnych dzieł artysty oglądać można w Muzeum Sztuki w Ołomuńcu, Muzeum w Prościejówě, Opawie i w Galerii Narodowej w Pradze. Muzeum poświęcone w całości Hanakowi znajduje się w Langenzersdorfie koło Wiednia.
Do najważniejszych dzieł należą:
- 1902: Na skraju rozpaczy – rzeźba, w Muzeum Prostějovska
- 1904: Złożenie do grobu – rzeźba, w Muzeum Prostějovska (za tę rzeźbę artysta uzyskał stypendium na podróż do Włoch)
- 1905: Zakonnica/Ojczenasz – rzeźba, w Muzeum Prostějovska
- od 1906: Willa Primavesi w Ołomuńcu, Venkovský Dom rodziny Primavesich w Koutach nad Desnou, Willa Primavesich w Wiedniu
- 1907: Żywa woda – ozdoby rzeźbiarskie fontanny w Willi Primavesi w Ołomuńcu (użyte potem do nagrobka rodziny Ottahalów na cmentarzu w Ołomuńcu)
- 1908: projekt (niezrealizowany) fontanny Schillera w Ołomuńcu
- 1909: Wieczność – wystrój rzeźbiarski grobowca Primavesich w Ołomuńcu
- 1912: Dzieci codzienności – rzeźba pierwotnie do ogrodów Primavesich, aktualnie w Muzeum Sztuki w Ołomuńcu
- 1925: Pomnik wojenny na Centralnym Cmentarzu w Wiedniu
- 1936: Pomnik zaufania w Ankarze – dokończony pośmiertnie przez Clemensa Holzmeistera.

## Galeria

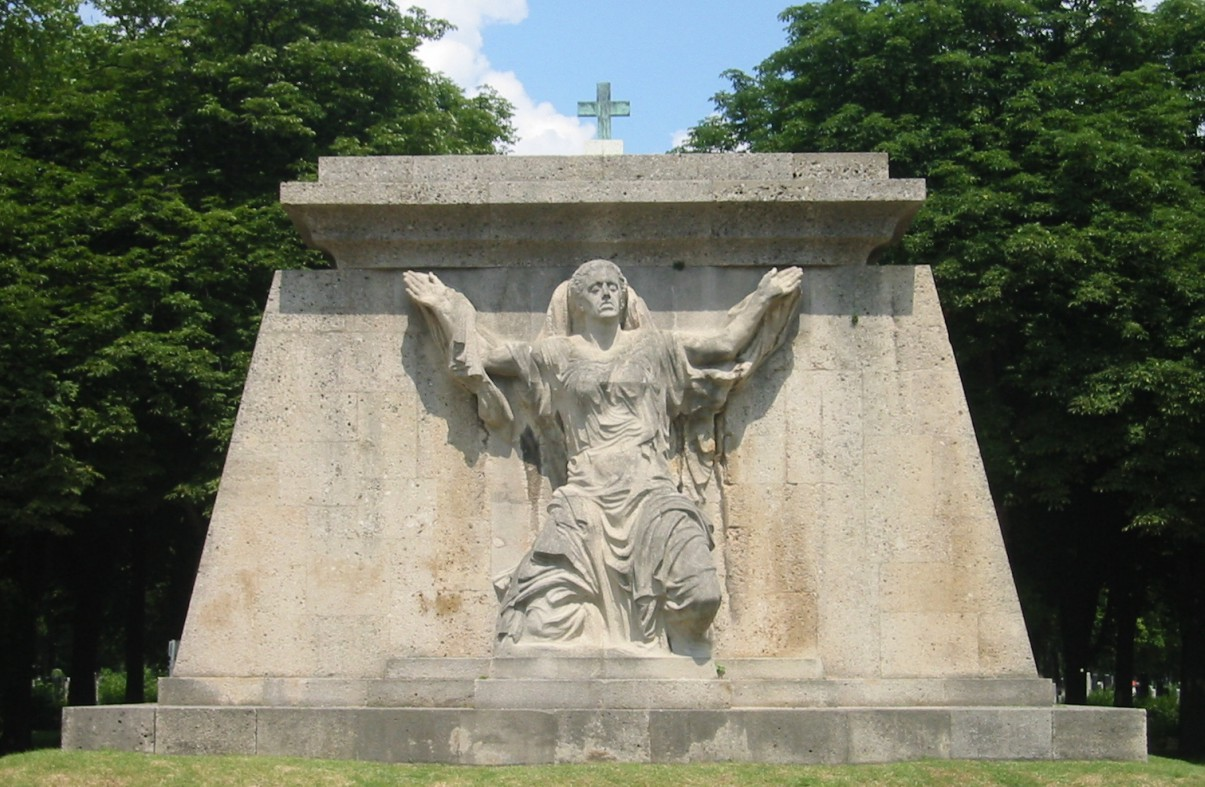
Pomnik wojenny na Centralnym Cmentarzu w Wiedniu
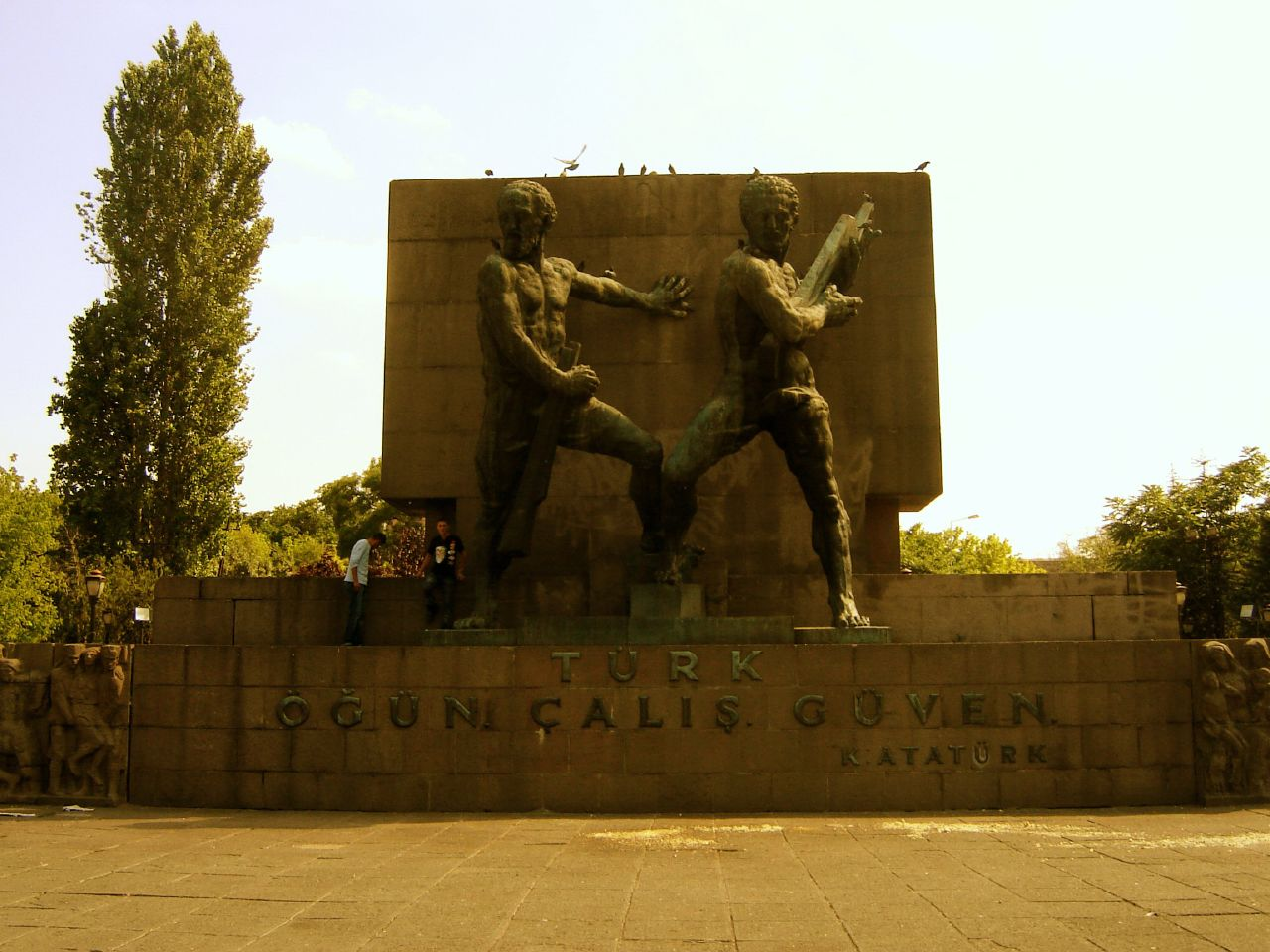
Ankara – Pomnik zaufania.
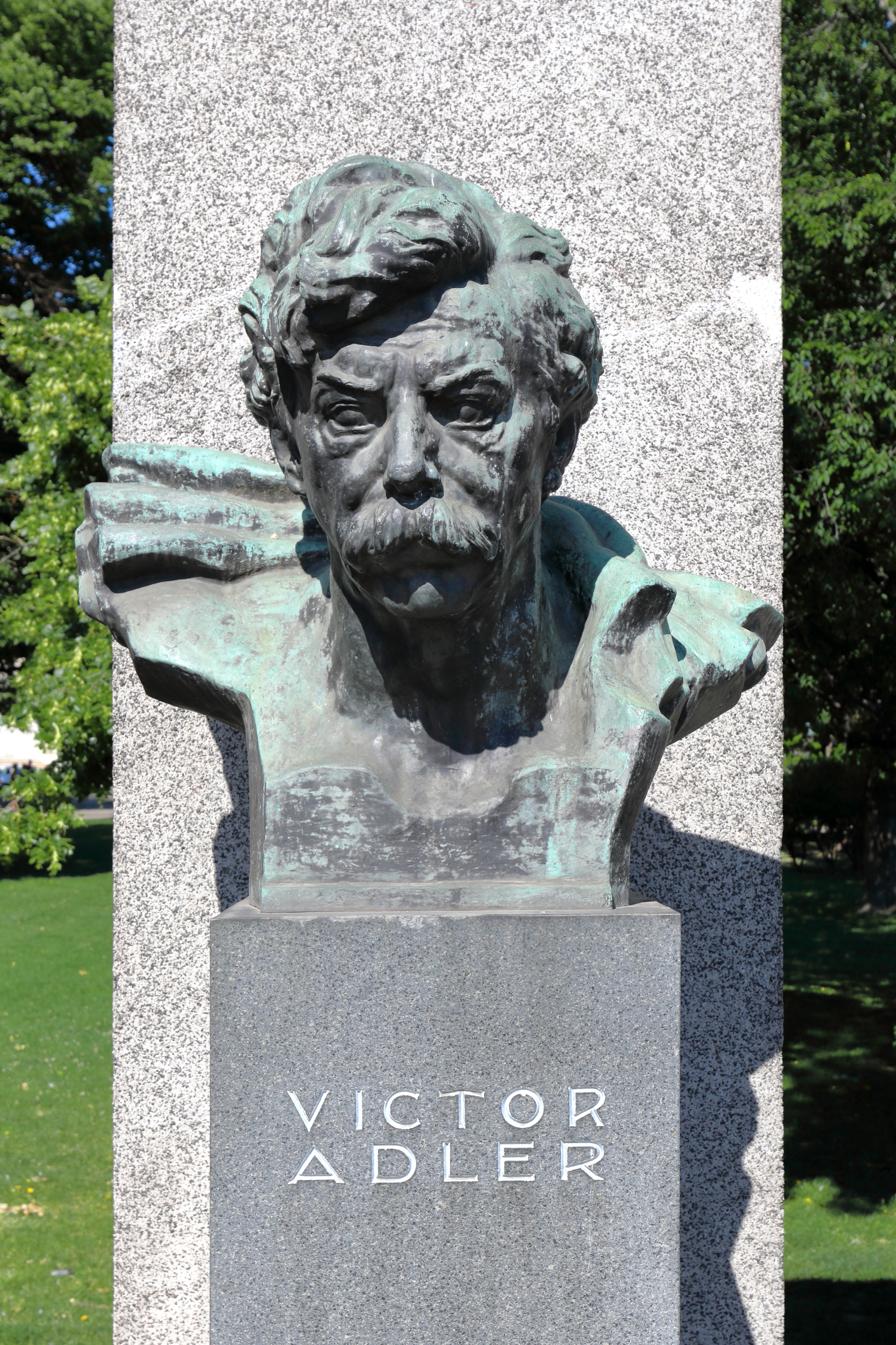
Popiersie Victora Adlera, Wiedeń
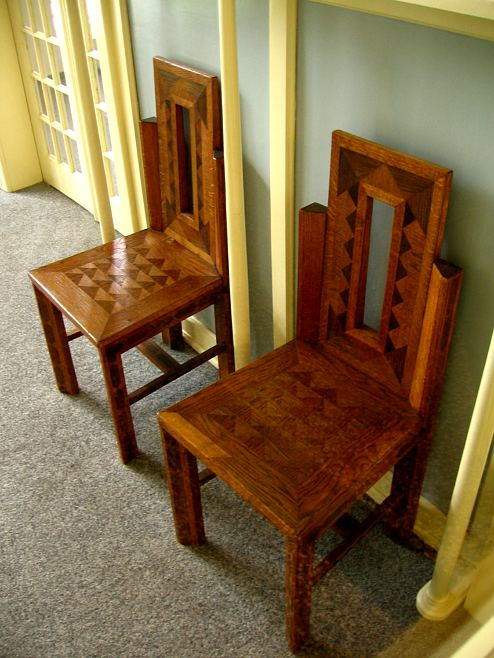
Krzesła w Willi Primavesi, Ołomuniec
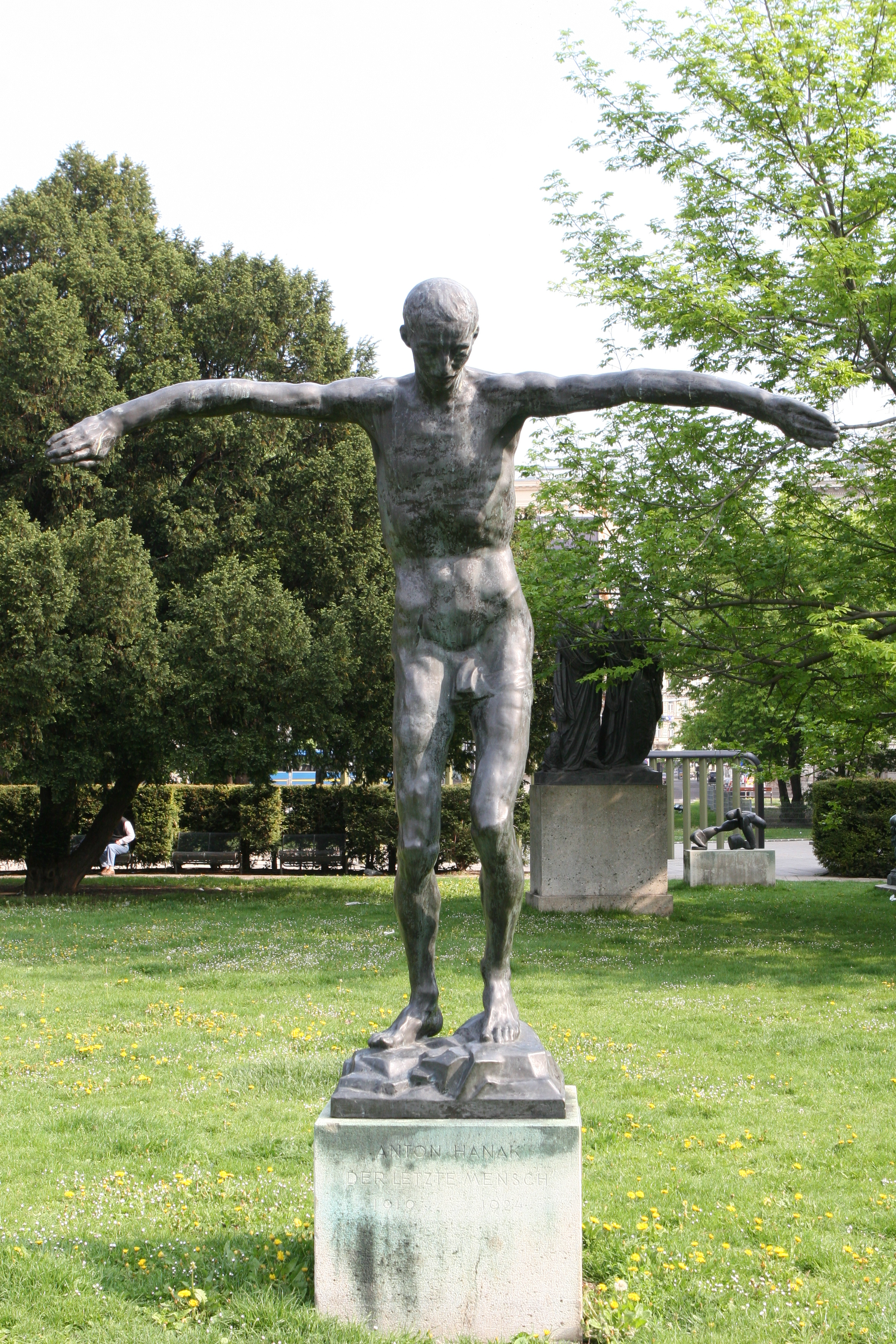
Der letzte Mensch
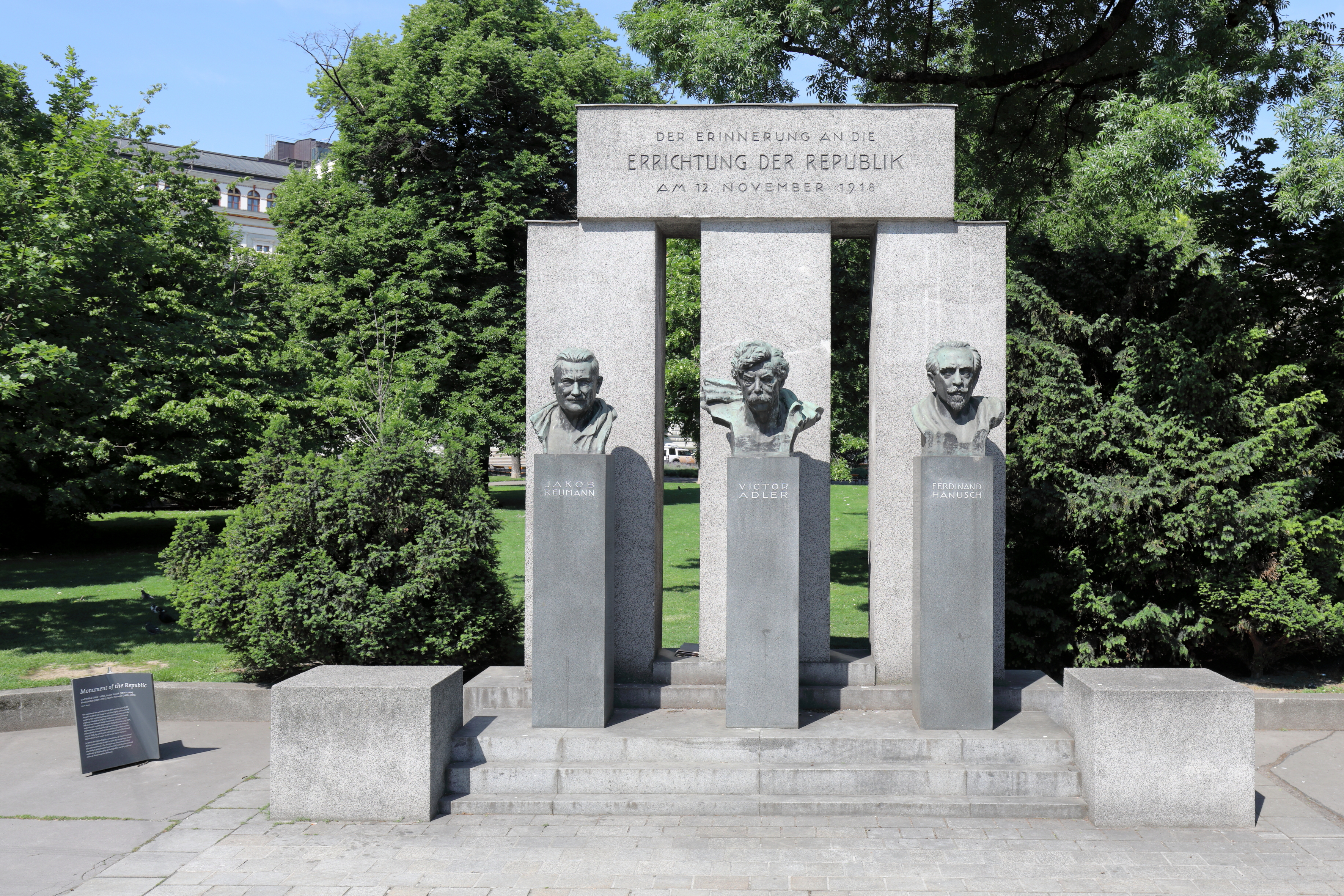
Denkmal der Republik, Wiedeń